# 569 a.C.

## Eventos
- O centro do conhecimento e das Matemáticas Gregas mudou-se da cidade de Mileto e de outras cidades na Ásia Menor para a Magna Grécia.